# Тарантез

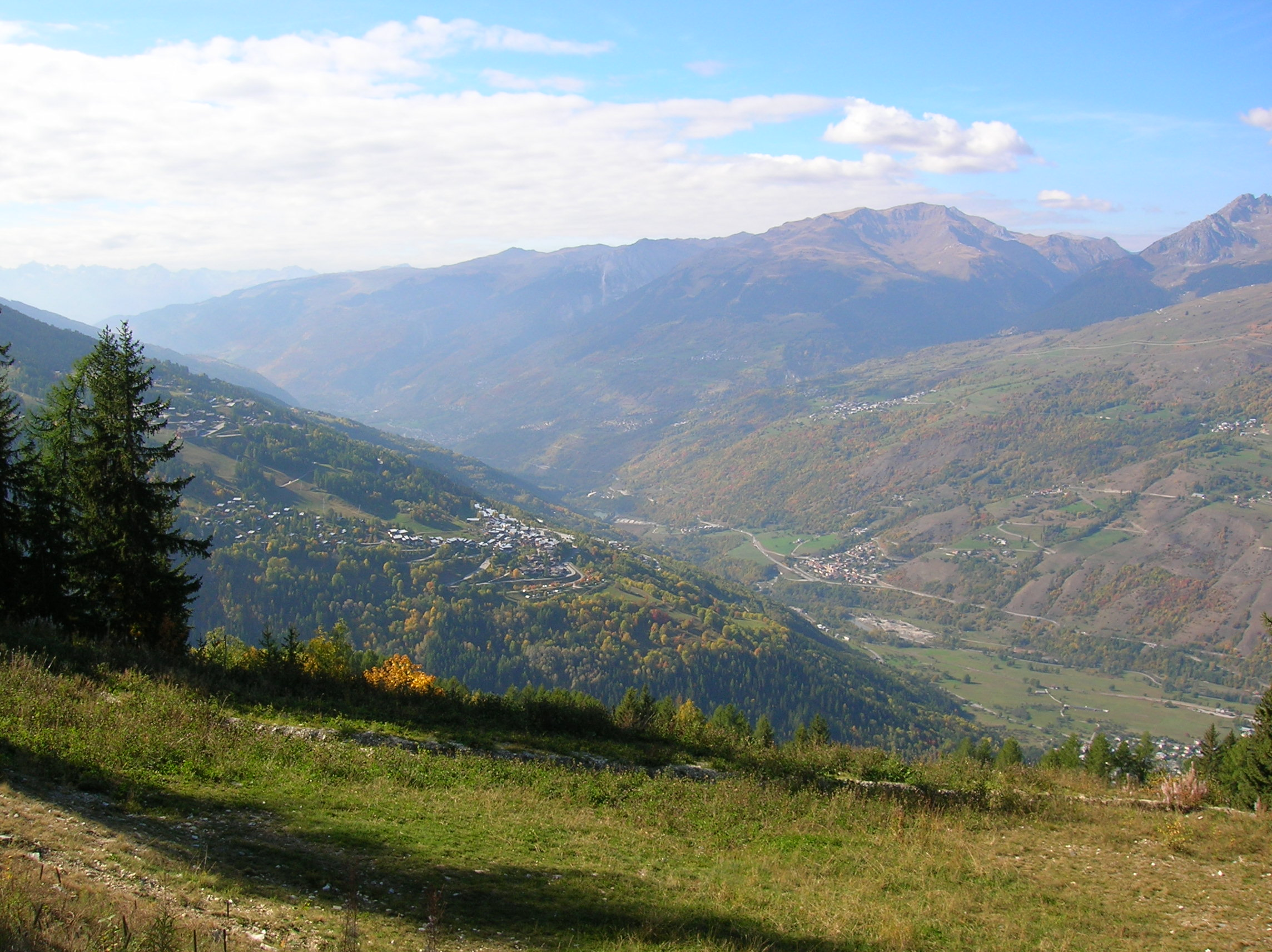
Вид на долину Тарантез в районі муніципалітету Пезе-Нанкруа.

45°33′ пн. ш. 6°39′ сх. д. / 45.550° пн. ш. 6.650° сх. д.
Тарантез (фр. Vallée de la Tarentaise) — долина верхньої течії річки Ізер (притока Рони) у Франції. Розташована на південному сході країни — у Французьких Альпах на висоті від 700 до 1400 м над рівнем моря. Є важливим шляхом із Франції до Італії через перевал Малий Сен-Бернар. Назва долини походить від римської назви розташованого в регіоні міста Мутьє — «Дарантазія» (Darantasia, у 450 році згадується як Tarantasiae, у 1324 — як Tharentasia).